# Carlão
Carlão is een plaats (freguesia) in de Portugese gemeente Alijó en telt 886 inwoners (2001).